# Will Sanders
Will Sanders (Venlo, 1965) és un trompetista neerlandès.
Va cursar a Maastricht la seua formació musical, que va finalitzar a 1988 amb distinció. A 1985, mentre estava estudiant, va ser membre de la Jove Orquestra Europea, dirigida per Claudio Abbado. Un any més tard es va incorporar com a trompa solista suplent a l'Orquestra del Teatre Nacional de Manheim (Alemanya) i a 1988 va ingressar com a trompa solista en l'Orquestra Simfònica de la Südwestfunks Baden Baden (Alemanya). A 1990 es va unir, en la mateixa posició de trompa solista a l'Orquestra Simfònica de la Radio Bàvara. Durant el període 1992-1997 va ser trompa solista al Festival de Bayreuth.
Will Sanders ha col·laborat fins al moment amb els més destacats directors del nostre temps, així com en les principals orquestres d'Alemanya, i ha sigut músic convidat de l'Orquestra Filharmònica de Viena. A més del seu treball orquestral ha realitzat CDs i gravacions per a la ràdio i la televisió i apareix habitualment com a solista d'àmbit internacional. Membre de diverses formacions de música de cambra com German Brass, Linos Ensemble, Mullova Ensemble i el Wind Art Ensemble, ha impartit cursos i dirigit tallers internacionals de trompa als Estats Units, Japó, Corea, Austràlia, Itàlia, Espanya, Països Baixos i Suïssa, entre d'altres. Des de 1995 dona classes de trompa junt al professor Erich Penzel, al Conservatori de Maastricht (Limburg). L'any 2000 va ser nomenat catedràtic de trompa al Conservatori de Música de Karlsruhe (Alemanya).